# Forge of Empires
A Forge of Empires (rövidítve FoE) 25 nyelven elérhető stratégiai játék, melyet az InnoGames fejlesztett. 2012. március 29-én tették elérhetővé a zárt bétaverziót. A nyílt bétaverzió 2012. április 17-én indult. 2013-ban televíziós reklámoknak köszönhetően elérte a 10 millió felhasználót. 2014-ben iOS mobilverziót kapott, majd 2015-ben Android verziót. A játék hasonlít a SimCityhez és a Clash of Clanshez, de körökre osztott stratégiai elemeket tartalmaz. 2023-ra a játék összesen egymilliárd dolláros bevételt termelt. 2023-ban több mint 130 millió regisztrált felhasználója volt a játéknak, a játékosok több mint fele mobilon játszik.

## Játékmenet

Város az Űrkorszak - Mars korban a játék egyik magyar nyelvű világában

A játék célja egy város felépítése és terjeszkedése, a kőkorszaktól az Űrközpont meghódításáig. A városokban különféle épületek építhetők, például házak, melyek lakosságot és pénzt termelnek, alapanyagtermelő épületek, árutermelők, dekorációk, kulturális épületek és úgynevezett „nevezetes épületek”. Különleges események alkalmával olyan speciális épületek is szerezhetők, melyek többféle szükséges terméket termelnek, illetve a harchoz szükséges támadó- és/vagy védekezőerőt növelik. A játékosnak emellett egy térképen kell előrehaladnia, különféle tartományok meghódításával.

### Pénznemek
A játék fő pénzneme a forge pont, amely szükséges a technológiák kifejlesztéséhez, új nevezetes épületek lerakásához és fejlesztéséhez és egyéb feladatok teljesítéséhez is. A játék legértékesebb vásárlóerejét azonban a gyémántok adják, melyekért speciális épületeket, terjeszkedést lehet vásárolni, vagy felgyorsítani bizonyos műveleteket. A gyémántokat különféle módon lehet a játékban beszerezni, illetve valós vásárlással is hozzá lehet jutni. A gyémántok különlegessége, hogy azonos szerveren több városban felhasználható ugyanazon játékos által, a játék más elemét átvinni városok között nem lehetséges.

### Nevezetes épületek

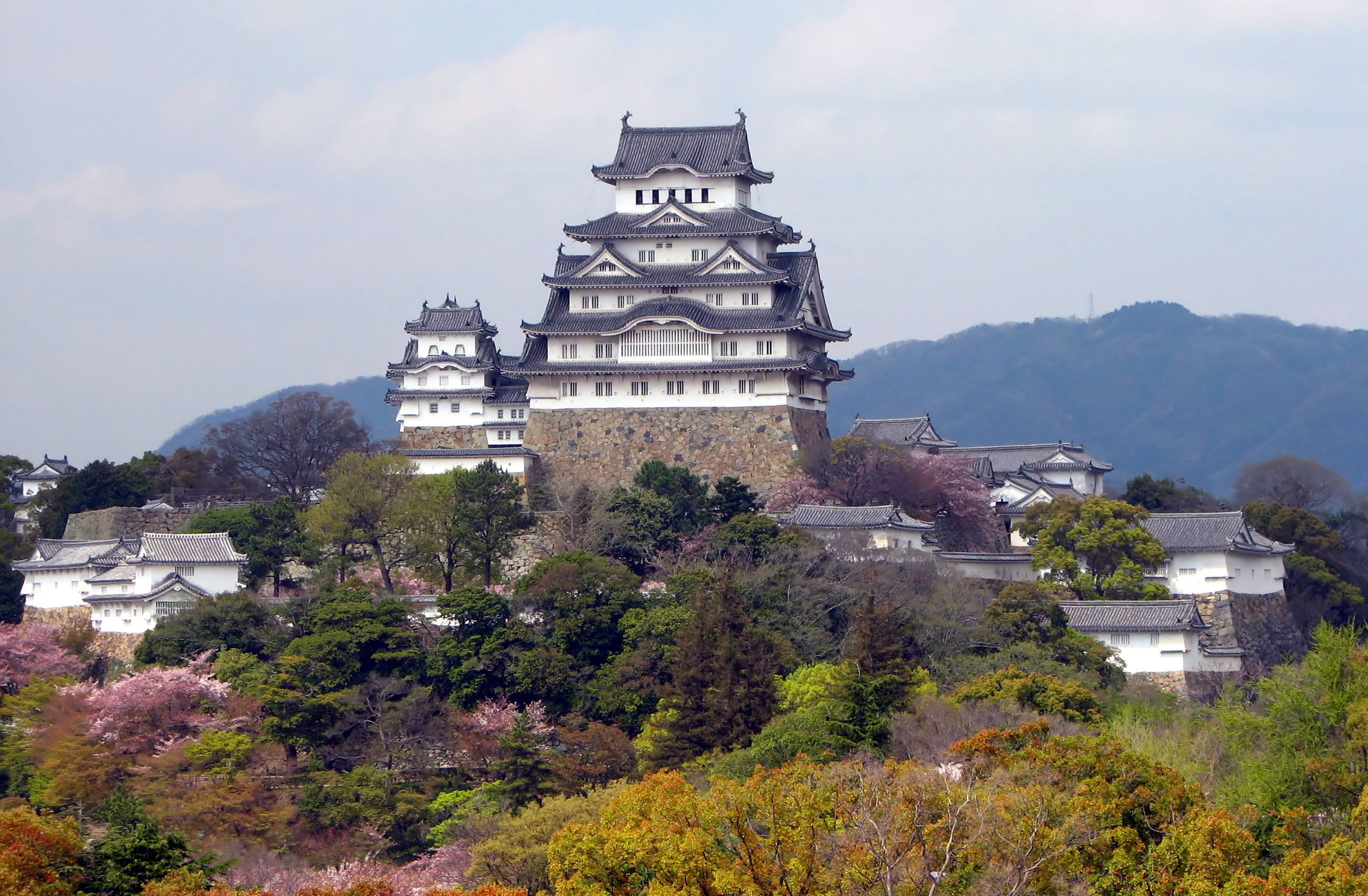
A játék egyik nevezetes épületét a japán Himedzsi várkastélyról mintázták

A játék fontos elemét képezik a nevezetes épületek, melyekből 2023 decemberével bezárólag 46 van. A nevezetes épületeket lehet más játékosokkal közösen építeni, akik forge pontokat tehetnek az épületbe. Az épületek minden szinten (vagy minden második szinten) növekvő mértékben adnak különféle bónuszokat. Az első öt helyen építő játékosok jutalmat kapnak (az épület tervrajzának darabjait, medálokat és forge pontokat), amikor a szint eléri a kívánt forgepont-mennyiséget. A nevezetes épületek egy része ismert történelmi épületen alapszik (például az alexandriai világítótorony, a Himedzsi várkastély vagy a Castel del Monte), másokat az InnoGame designerei terveztek (például a Kék Galaxis vagy a Teherűrhajó).

### Egyéb aspektusok
A játék lényeges eleme a harc, mely körökre osztott stratégia szerint történik. Léteznek harci építmények, melyekben katonai egységeket lehet termelni, illetve egyes eseményépületek és nevezetes épületek is termelnek egységeket. A játékosok céhekbe tömörülnek, melyek egymás ellen versenyeznek többféle platformon.
A régiségkereskedőnél felesleges tételeket lehet eladni érmékért és drágakövekért cserében. 
A játékosok barátokra is szert tehetnek, akik motiválással és takarítással segítik az épületeiket, illetve „beülnek” a fogadóba, amely ezüstöt termel. Az ezüstöket különféle bónuszokra lehet elkölteni.
A játékban külön felületen érhetők el a kulturális települések, melyek egy részét vaskorban lehet kifejleszteni a technológiafán. Ezt követően a játékos választhat különféle települések között (vikingek, feudális Japán, egyiptomiak, aztékok és Mogul Birodalom). Itt ugyanaz a cél, mint a fővárosban: fel kell építeni az adott kultúra települését, különféle küldetések teljesítésével. Mindegyik település fődíja egy különleges épület, amely a főváros számára biztosít bónuszokat. A játékosnak többször fel kell építenie a kulturális települést, hogy megszerezze az épület minden szintjét.
2021 októberében vezették be a kastélyrendszert a játékban. A kastély a város szélén helyezkedik el és automatikusan nyomon követi a játékos tevékenységeit, mint a harcok, egyezkedések száma, a céhexpedíción való előrehaladás vagy a régiségkereskedőnél kereskedés. Ezekért a tevékenységekért bizonyos mennyiségű pont jár. Amikor a kastély szintet lép a pontok összegyűlésekor, a játékos különféle jutalmakban részesül. A kastély napi jutalmat is ad.

## Kihívások

### Céhes kontinenstérkép
A játékos saját kontinenstérképe mellett egy céhes kontinenstérkép is létezik (Guild vs Guild, GvG). Ez a funkció csak az asztali számítógépes (böngészőben játszott) verzión létezik. Itt különféle korokban tud a céh harcolni, a céhraktárban lévő áruk és medálok segítségével. 2023 végén az InnoGames bejelentette a GvG kivezetését.

### Céhexpedíció

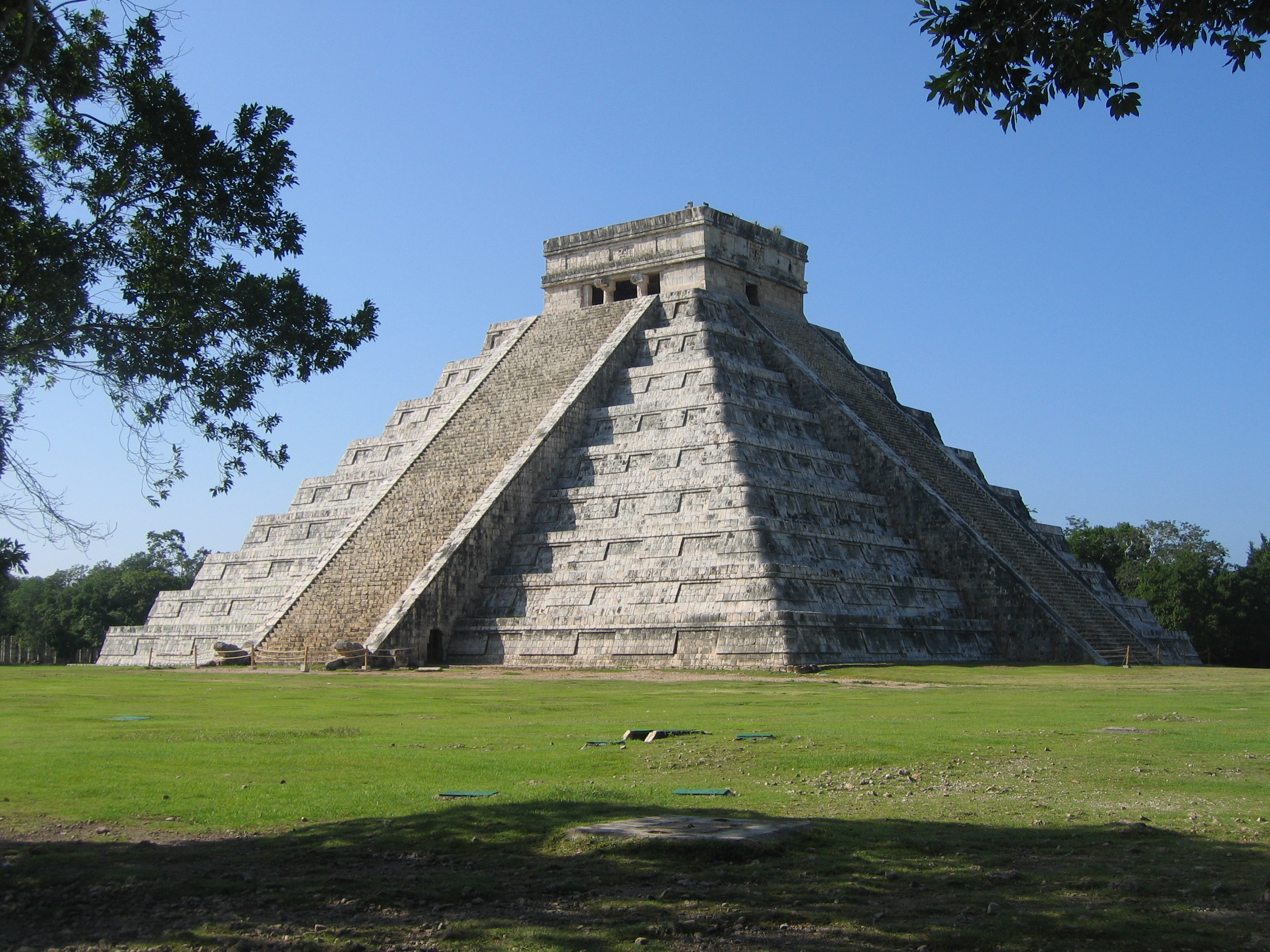
Az ereklyék templomát a Chichén Itzában található El Castillo ihlette

A céhexpedíciót 2016-ban vezették be. Ez egy heti esemény, melyen nyolc, véletlenszerűen kiválasztott céh verseng egymással hat napig, keddtől kezdődően. Az expedíciónak öt nehézségi szintje van, a hét végén az első három helyezett céh jutalompontokat kap.
A céhexpedíció az egyéni játékosoknak is többféle nyereményt biztosít. Az ereklyék temploma nevezetes épület kifejezetten a céhexpedícióhoz készült, mely az épület szintjétől függően többféle, véletlenszerű ajándékot ad.

### Céh-csataterek
A céh-csatatereket (guild battlegrounds) 2019. november 14-én vezették be, és a céhexpedíció, valamint a GvG egyfajta hibridjeként működik. A céhek egy térképen küzdenek tartományok megszerzéséért, amiért győzelmi pontokat kapnak. A teljesítménynek megfelelően a céheket ligákba sorsolják, a magasabb szintű ligák nagyobb kihívást jelentenek a céheknek.
A tartományokat az egyes játékosok segítségével kell megszerezni, akik harcolhatnak vagy egyezkedhetnek. A tartomány meghódítását követően a céhkincstárból áru elköltésével lehet ostromtáborokat építeni, melyek segítenek csökkenteni a demoralizálás szintjét, azaz a játékos tovább tud harcolni/egyezkedni, mintha nem lenne tábor építve az elfoglalt tartományra. A térképen csak az elfoglalt tartományokhoz közvetlenül kapcsolódó tartományokba lehet továbbmenni. A harcok/egyezkedések után az egyes játékosok véletlenszerű jutalmakat kaphatnak, illetve a csatatér végeztével a céh minden tagja kap jutalmat a céh helyezésétől függően.

### Kvantumportya
A GvG kivezetésével a játék új funkcióval is bővült, a kvantumportyával (Quantum Incursions). A kvantumportyát a kvantumportálon keresztül lehet elérni és a céhtagok összefogásával lehet végigmenni a pályákon. Az új felületen a fővárostól független minitelepülést kell létrehozni, mely csak 14 napig él. Ez idő alatt kell minél több pályát teljesítenie a céhnek. A funkció a csatatér és a céhexpedíció játékelemeit használja fel.

### PvP-aréna
2021. május 28-án vezették be a PvP-arénát, melyen az adott szerver minden játékosa részt vehet. Itt közvetlenül más játékosokat kell legyőzniük csata segítségével. Az arénát a korai középkorban lehet feloldani. A játékosokat a hét illetve a hónap végén jutalmazzák, illetve a csaták során véletlenszerű jutalmat is kaphatnak.

### Különleges események
A játékban időszakosan különleges események zajlanak (például „tavaszi esemény”, „évfordulós esemény” stb.), melyek során speciális feladatokat kell megoldani a játék hagyományos menete mellett. Az események során különleges ajándékokra, nyereményekre és a játék menetét segítő különleges épületekre lehet szert tenni.

## Díjak
- 2013 - MMO-díj: legjobb stratégiai online többjátékos videójáték böngészőben[29]
- 2013 - Deutscher Computerspielpreis a legjobb böngészőalapú játéknak[30]

## Fordítás
Ez a szócikk részben vagy egészben  a   Forge of Empires című angol Wikipédia-szócikk fordításán alapul.  Az eredeti cikk szerkesztőit annak laptörténete sorolja fel. Ez a jelzés csupán a megfogalmazás eredetét és a szerzői jogokat jelzi, nem szolgál a cikkben szereplő információk forrásmegjelöléseként.